# Laguna Nuevo Mundo
La laguna Nuevo Mundo  es una laguna boliviana amazónica situada entre el departamento de Santa Cruz y el departamento del Beni, al noreste de Bolivia. Se encuentra a una altitud de 175 m s. n. m. cerca al río Grande y a otras muchas lagunas, presenta una forma ovalada en una dirección noroeste, tiene unas dimensiones de 12 km de largo por 7 km de ancho y una superficie total de 57,6 km².
La laguna tiene un perímetro costero de 31 kilómetros.